# Тауш, Игнац Фридрих
Игнац Фридрих Тауш (нем. Ignaz Friedrich Tausch, 1793 — 1848) — богемский ботаник, профессор ботаники.

## Биография
Игнац Фридрих Тауш родился в 1792 или 1793 году в городе Тойзинг (ныне — Тоужим, Чехия).
Тауш учился философии, медицине и биологии в Пражском университете.
С 1816 года Тауш был профессором ботаники Пражского университета и директором Ботанического сада Йозефа фон Каналя. Он внёс значительный вклад в ботанику, описав множество видов растений.
Игнац Фридрих Тауш умер 8 сентября 1848 года в возрасте 56 лет.

## Научная деятельность
Игнац Фридрих Тауш специализировался на папоротниковидных и на семенных растениях.

## Публикации
- Flora, Regensburg, 11, (6), 81—89[4].
- Hortus canalius. 1823—1825. 2 decades. Prague: T. Haase.
- Flora de Bohemia, 1831[5].

## Почести
Род растений Tauschia Schltdl., 1835 был назван в его честь.